# Інститут народознавства НАН України
Інститут народознавства НАН України — науково-дослідний інститут в системі Національної академії наук України.
Інститут створено у лютому 1992 році на базі Львівського відділення Інституту мистецтвознавства, фольклору та етнографії імені М. Рильського НАН України, що функціонувало впродовж десяти років і було утворено на базі Музею етнографії та художнього промислу АН України, фонди якого налічують понад 90 тис. експонатів і є загальнонаціональним надбанням. 
Очолює Інститут академік НАН України Павлюк Степан Петрович.
До складу Інституту входять такі наукові відділи: історичної етнології, етнології сучасності, соціальної антропології, народного мистецтва, мистецтвознавства, та фольклористики.
Наявність у структурі Інституту Музею етнографії та художнього промислу з давніми науковими традиціями, які сягають початків діяльності Наукового Товариства ім. Шевченка у Львові, визначає специфіку цієї наукової установи. Остання, крім здійснення наукових народознавчих досліджень, забезпечує культурно-просвітницьку роботу, широко пропагуючи культурні та мистецькі надбання українців як в Україні, так і за її межами. Проте, Музей одночасно слугує своєрідною базою, творчою лабораторією для поглибленого висвітлення культури та побуту народу у наукових розробках. 
Інститут — координаційний центр досліджень питань карпатознавчої проблематики в Україні та народознавчих досліджень у Західному регіоні України. Установа видає науковий журнал «Народознавчі зошити», внесений до переліку періодичних видань ВАК-у.
Крім досліджень традиційної культури, професійного і народного мистецтва та фольклору українців, науковці Інституту в останні роки приступили до розробки теоретичної етнології, зокрема, української націології, мовленнєвої ситуації в містах України, урбаністики тощо. Тут готуються фундаментальна праця «Походження та етнічна історія українців Карпат» у 4-х томах, «Сакральне мистецтво українців» та цілий ряд інших. Розроблено програму з українського народознавства для Міністерства освіти і науки України, видано посібник «Українське народознавство» (за ред. С. Павлюка), розпочато підготовку підручників для загальноосвітніх навчальних закладів.
Сокіл Василь Васильович — завідувач відділом в Інституті народознавства НАН України, доктор філологічних наук, професор.

## Науковці
Див. Категорія:Науковці Інституту народознавства НАН України